# Rodrigo Mundaca

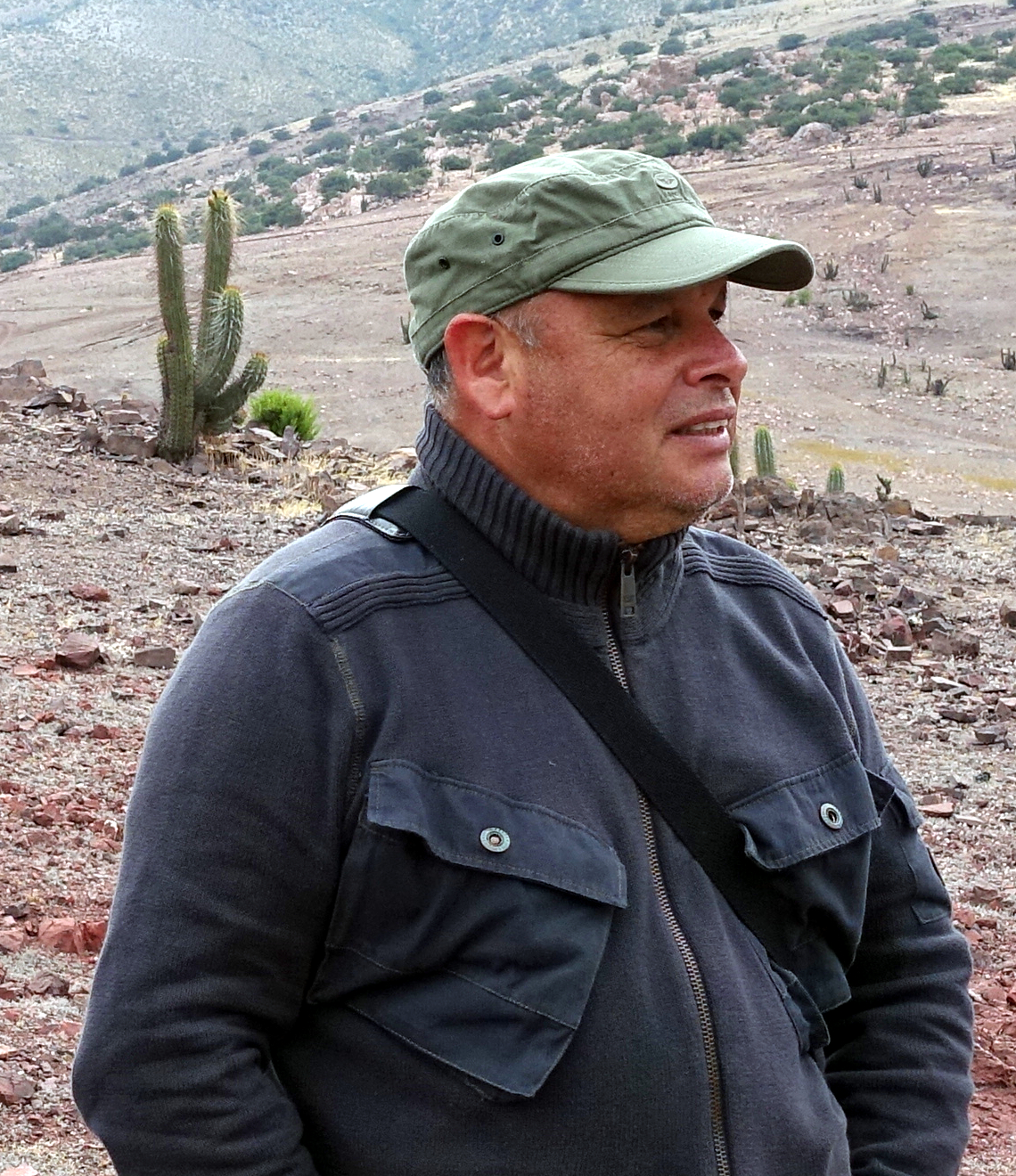
Rodrigo Mundaca in Petorca, Chile

Rodrigo Mundaca Cabrera (* 13. Mai 1961) ist ein chilenischer Agraringenieur und Aktivist für das Recht auf freien Zugang zu Wasser als öffentliches Gut und wesentliches Menschenrecht. Er ist Sprecher von MODATIMA Movimiento de Defensa por el acceso al Agua, la Tierra y la protección del Medio Ambiente (zu deutsch: „Bewegung zur Verteidigung des Zugangs zu Wasser, der Erde und des Umweltschutzes“). Wegen seines Engagements auf diesem Gebiet wurde er im Jahr 2018 (zur Übergabe im September 2019) mit dem Internationalen Nürnberger Menschenrechtspreis ausgezeichnet.

## Leben
In Zusammenhang mit seiner Tätigkeit bei der Verteidigung des freien Zugangs zu Wasser ist Rodrigo Mundaca in Chile mehrfach auf dem Klageweg verfolgt worden. Zwischen 2012 und 2014, hebt die Nürnberger Jury hervor, hat sich Mundaca 24 mal vor chilenischen Gerichten für seine Handlungen als Sprecher der von ihm geführten Organisation verantworten müssen. Aufgrund der von ihm erlittenen Einschüchterungen, Bedrohungen und Verfolgungen, nach einer von Amnesty International zu seiner Verteidigung durchgeführten Kampagne, steht Mundaca unter ständigem Polizeischutz. Im Juni 2018 übergab Amnesty International dem Regionalstaatsanwalt für Valparaíso, Pablo Gómez Niada, 50 000 Unterschriften mit der an die Behörden gerichteten Forderung nach effektivem Schutz für Mundaca und die Mitglieder von MODATIMA und rief die dazu auf, strafrechtlich relevante Handlungen gegen diese Menschenrechtsaktivisten umgehend anzuzeigen. Die Tätigkeit von Rodrigo Mundaca und MODATIMA galt in den letzten Jahren vor allem solchen Ordnungswidrigkeiten, die den freien Zugang zu Wasser behindern, wie beispielsweise den im Flussbett der Flüsse Petorca und Ligua widerrechtlich angelegten Brunnen, sowie dem unverantwortlichen Wasserverbrauch durch große Privatunternehmen, die an den Berghängen der Region eine massive Avocado-Monokultur betreiben, wodurch die Kleinbauern der Gegend über kein Wasser mehr verfügen und selbst die Trinkwasserversorgung in den ländlichen Gegenden der gesamten Provinz Petorca infrage gestellt wird.

## Veröffentlichungen
Mundaca ist Verfasser zahlreicher Artikel zu Umweltthemen. Im Jahr 2015 veröffentlichte er ein Buch, in dem er die Problematik des Rechts auf Wasser im Zusammenhang seiner Privatisierung in Chile zusammenfasst und dazu feststellt, in Chile gebe es Wasserraub: In Chile wurde das Wasser fast vollständig privatiert.
- Rodrigo Mundaca: La privatización de las aguas en Chile. Causas y resistencias. América en Movimiento, Santiago de Chile, ISBN 978-956-358-289-5.